# Crónica de los reyes de Alba
La Crónica de los reyes de Alba o Crónica Escocesa es una breve crónica en la que se narra los reinados de los Reyes de Alba (la actual Escocia) desde el tiempo de Kenneth I (h. 808) hasta el de Kenneth II (r. 971–995). W.F. Skene denominó a esta obra Crónica de los reyes escoceses, y también ha recibido el nombre de Crónica escocesa antigua, pero el de Crónica de los reyes de Alba parece estar abriéndose paso como el estándar académico.
La única versión conservada del texto se encuentra en el Manuscrito Poppleton, el cual está depositado en la Biblioteca Nacional de Francia. Es el cuarto de siete documentos escoceses contenidos en el manuscrito; se supone que los seis primeros de los siete fueron compilados a principios del siglo XIII por la misma persona que compuso el primero de ellos, el denominado Situ Albanie. 
La Crónica de los reyes de Alba es una fuente fundamental para el periodo de que se ocupa y, pese a cierta influencia francesa posterior, está escrita fundamentalmente en latín de Irlanda, por un escriba con ciertos conocimientos de la ortografía del irlandés medieval. El texto original fue sin duda escrito en Escocia, probablemente a comienzos del siglo XI, poco después del reinado de Kenneth II de Escocia, último rey de que trata.